# Passion criminelle
Pour plus de détails, voir Fiche technique et Distribution.
Passion criminelle (Eye of the Stalker) est un téléfilm américain réalisé par Reza Badiyi et diffusé le 18 décembre 1995.

## Synopsis
Une étudiante entre en relation avec son professeur et cela déclenche la rivalité par le vrai petit ami de l'étudiante.

## Fiche technique
- Titre original : Eye of the Stalker
- Réalisation : Reza Badiyi
- Scénario : Priscilla English
- Producteurs exécutifs : Lawrence Horowitz et Michael O'Hara
- Produit par : O'Hara-Horowitz Productions
- Décors : E. Colleen Saro
- Montage : Ron Spang
- Costumes : Elizabeth Wolf
- Casting : Holly Powell
- Musique : Stacy Widelitz
- Pays d'origine :  États-Unis
- Langue originale : anglais
- Format : couleur — 1,33:1 — son stéréo
- Genre : drame
- Durée : 95 minutes (1 h 35)

## Distribution
- Brooke Langton (VF : Anne Rondeleux) : Elizabeth « Beth » Knowlton
- Joanna Cassidy (VF : Évelyn Séléna) : juge Martha Knowlton
- Jere Burns (VF : Bernard Alane) : Stephen Primes
- Dennis Burkley : Danny Zerbo
- Lucinda Jenney (VF : Céline Monsarrat) : Elizabeth « Liz » Knowlton
- Michael Woolson (en) : Kyle Kennedy
- Conor O'Farrell (VF : Pierre Laurent) : l'officier Lane
- Barbara Tarbuck : juge Paula Castanon
- John Bennett Perry : Duncan Emerson
- Lindsey Ginter : l'officier Weldon
- Jonathan Ward : Neil
- Rick Worthy : Eric
- Michael Cavanaugh : juge Warren Curtis
- James MacDonald (VF : Patrice Dozier) : Gerry